# Martha My Dear
Martha My Dear (Lennon/McCartney) är en låt av The Beatles från 1968.

## Låten och inspelningen
Paul McCartney backades här upp av en orkester, och är den enda ur gruppen förutom George Harrison som medverkar på denna lätta låt som tog sin inspiration från Paul McCartneys Old english sheepdog, Martha. Den sattes 4–5 oktober 1968 och George Martin assisterade som vanligt med arrangemanget. Låten kom med på LP:n The Beatles, som utgavs i England och USA 22 november respektive 25 november 1968.